# Lucky (2022)
Lucky ist ein Dokumentarfilm von Loren Denis und Anthony Vibert, der im Juni 2022 beim Tribeca Film Festival seine Premiere feierte.

## Inhalt
Der 27-jährige französische schwule Künstler Luc Bruyère ist Model, Musiker, Tänzer, Drag Queen und HIV-positiv. Aufgrund einer genetisch bedingten Agenesie wurde er ohne seinen linken Arm geboren. Dennoch ist Bruyère ein schöner Mann mit der Ausstrahlung eines Rockstars. Er teilt den Filmemachern seine Gedanken über das Leben mit. So hätten ihn seine Auftritte als Frau erst wirklich zum Mann gemacht.

## Produktion
Es handelt sich bei Lucky um das Langfilmdebüt von Loren Denis und Anthony Vibert.
Die Premiere erfolgte im Juni 2022 beim Tribeca Film Festival.